# Gambellara
Gambellara är en ort och kommun i provinsen Vicenza i regionen Veneto i Italien. Kommunen hade 3 414 invånare (2018).